# Radoski Dwór
Radoski Dwór (deutsch Freudenbergswalde) ist eine unbewohnte Ortsstelle in der polnischen Woiwodschaft Ermland-Masuren und liegt im Gebiet der Gmina Barciany (Landgemeinde Barten) im Powiat Kętrzyński (Kreis Rastenburg).
Die Ortsstelle Radoski Dwór liegt 16 Kilometer nördlich der Stadt Kętrzyn (deutsch Rastenburg) an einer Nebenstraße, die Barciany mit Radosze (Freudenberg) verbindet.
Der kleine Hof, aus dem der Ort entstand, trug bis zum 20. August 1871 den Namen „Abbau Podehl“. Unter dem Datum 21. August 1871 hieß es im Amtsblatt der königlichen preußischen Regierung zu Königsberg:
„Dem in der Feldmark des Dorfes Freudenberg, Kreises Rastenburg, entstandenen, dem Besitzer Carl Ludwig Podehl zu Freudenberg zugehörigen Ausbau ist der Name Freudenbergsalde beigelegt worden...“. Bis 1945 war der Ort ein Wohnplatz innerhalb der Gemeinde Freudenberg (polnisch Radosze) im ostpreußischen Kreis Rastenburg. 1885 zählte der Ort 45, 1905 noch 20 Einwohner.
In Kriegsfolge kam Freudenbergswalde 1945 mit dem gesamten südlichen Ostpreußen zu Polen und erhielt die polnische Namensform „Radoski Dwór“. Heute ist es nur noch eine unbewohnte „opuszczona osada“ („verlassene Siedlung“) innerhalb der Landgemeinde Barciany (Barten) im Powiat Kętrzyński (Kreis Rastenburg).
Kirchlich war Freudenbergswalde über die Muttergemeinde Freudenberg bis 1945 an die evangelische Kirche Barten in der Kirchenprovinz Ostpreußen der Kirche der Altpreußischen Union und an die katholische Kirche Rastenburg im Bistum Ermland angeschlossen.